# Moses Reed
Moses Nyema Adam Reed, född den 23 maj 1988 i Kumla, är en fotbollsspelare, position försvarare. Har spelat i Örebro SK, och hans moderklubb är IFK Kumla. Han är cirka 180 cm lång, och hade tröjnumret 16 i ÖSK. Han har spelat en match i Allsvenskan, och två i Superettan. Sin debut i ÖSK gjorde han den 29 juni 2006, i en match mot Trelleborgs FF, i Superettan. Under hösten 2008 har han varit utlånad till IFK Mariehamn i den finska förstaligan. Under hösten 2009 gick Reed till BK Forward.

### Fotnoter
1. ↑  Sveriges befolkning 1990, CD-ROM, Version 1.00, Riksarkivet (2011)
2. ↑  Nyhetsartikel på BK Forwards webbplats Arkiverad 3 augusti 2020 hämtat från the Wayback Machine. In kommer också Jocke Gren, som lån, och Moses Reed båda från Örebro SK. Läst 9 augusti 2009.